# サンフローラ
サンフローラは、プロポリス・蜂蜜・健康補助食品などの製造・販売を扱う株式会社。谷口明によって創業された。
東京都練馬区の本社の他、福岡県福岡市と香川県高松市に事業所、香川県丸亀市に工場がある。

## 本社・事業所
- 本社　東京都練馬区豊玉上1-8-14
- 福岡事業所　福岡県福岡市天神5-1-6
- 高松事業所　香川県高松市東浜町1-4-4
- 飯山第1工場 香川県丸亀市飯山町東坂元3155-42
- 飯山第2工場 香川県丸亀市飯山町東坂元3158-4

## 沿革
- 1965年　ブラジルサンパウロ州に谷口貿易商会、R.O.A.TANIGUCHI LTDA、アンデスローラ社を創業。
- 1988年　香川県高松市に有限会社サンフローラジャパンを創業。
- 1991年　香川県丸亀市に工場を開設。
- 1992年　東京都練馬区に有限会社プロポリーナジャパンを創業。
- 1996年　福岡県福岡市に福岡事業所を開設。。
- 1999年　有限会社サンフローラジャパンと有限会社プロポリーナジャパンの2社を合併し、株式会社サンフローラとする。本社を東京とする。
- 2004年　香川県丸亀市に第2工場を開設。
- 2009年　創業者であり初代代表取締役社長・社主である谷口明逝去。二代代表取締役社長に大谷光信が就任。

## 従業員数
120人（2010年現在）

## 代表取締役社長
- 初代 - 谷口明（1988年～2009年）
- 二代 - 大谷光信（2009年～）